# Il mondo perduto - Jurassic Park
Il mondo perduto - Jurassic Park (The Lost World: Jurassic Park) è un film del 1997 diretto da Steven Spielberg.
La pellicola è l'adattamento cinematografico del romanzo Il mondo perduto di Michael Crichton, nonché sequel del film Jurassic Park (1993).
Alla sua uscita, il film ha riscosso un notevole successo, con un incasso a livello mondiale di oltre 618 milioni di dollari, il che lo rende tra i 100 maggiori incassi di tutti i tempi, all'epoca secondo solo allo stesso Jurassic Park, diretto sempre da Spielberg. La critica ha elogiato le immagini e le sequenze d'azione, meno la sceneggiatura e lo sviluppo dei personaggi.
Il franchise è proseguito con Jurassic Park III (2001), Jurassic World (2015), Jurassic World - Il regno distrutto (2018), Jurassic World - Il dominio (2022) e Jurassic World - La rinascita (2025).

## Trama
Sono passati quattro anni dai drammatici eventi al Jurassic Park. Il professor Ian Malcolm, uno dei superstiti, viene nuovamente contattato dall'ormai ex-capo della InGen, John Hammond, e messo al corrente che Isla Nublar, il luogo dove sorgeva il parco, era in realtà soltanto la vetrina per turisti. Infatti, le creature preistoriche in realtà venivano create nella vicina Isla Sorna, che chiamano il "Sito B" dove, a causa della distruzione delle strutture causata dall'uragano Clarissa, i dinosauri sono stati liberati prima che il personale evacuasse. Isla Sorna ha ora un sistema ecologico completo, con 14 specie di dinosauri, in buona salute, con la loro vita sociale di gruppo senza recinti, e che per 4 anni è stata tenuta al sicuro dal mondo intero. Hammond rivela di aver organizzato una spedizione che si recherà su Isla Sorna per documentare i dinosauri. Malcolm è perplesso ma Hammond sostiene che i dinosauri non si accorgeranno neanche di loro. L'uomo racconta poi di una ricca famiglia inglese in crociera, la quale si è imbattuta sull'isola. Mentre la famiglia si ferma sull'isola, la loro bambina viene ferita da un branco di Compsognathus, senza però essere uccisa. Il consiglio ha usato questo incidente per togliere il suo controllo sulla InGen, ora obiettivo del suo avido e corrotto nipote, Peter Ludlow, desideroso di saccheggiarla per ricreare un "Jurassic Park cittadino" a San Diego. John Hammond decide di affidarsi a Malcolm perché realizzi un documentario da inviare ai media per promuovere la preservazione del Sito B e impedire il trasferimento dei dinosauri sulla terraferma. Dapprima Malcolm, conoscendo gli altissimi rischi, declina la proposta ma, scoprendo che sul luogo si è già recata la sua fidanzata, la paleontologa Sarah Harding, decide di partire immediatamente per riportarla indietro, aiutato dal fotografo Nick Van Owen e dall'ingegnere Eddie Carr.
Durante la notte, Sarah e Nick si infiltrano nell'accampamento della squadra liberando tutti i dinosauri dalle gabbie e generando scompiglio nel campo. Approfittando di ciò, traggono in salvo anche il cucciolo di T-Rex ferito alla zampa da Roland Tembo, un cacciatore di selvaggina inviato sull'isola da Ludlow per catturare i dinosauri. I due portano il dinosauro alla loro roulotte per curarlo e nel frattempo Eddie, Ian e Kelly sono al sicuro su una piattaforma in acciaio sospesa lungo un albero nella giungla ma, constatando l'avvicinamento dei due T-Rex adulti, Ian corre ad avvisare Nick e Sarah. Sebbene raggiunga la roulotte prima dei predatori, Ian non fa in tempo a avvisare i compagni che vengono circondati dai due animali. Minacciati, i tre si vedono costretti a riconsegnare il cucciolo ormai guarito alla famiglia; in un primo momento sembra che i T-Rex si ritirino, tuttavia poi attaccano e spingono la roulotte sul ciglio della scogliera. Giunge sul posto Eddie per aiutare i colleghi: fissa una corda ad un tronco perché si possano arrampicare fino in cima e traina la roulotte con la sua auto, ma il rumore del motore attira nuovamente i due animali che distruggono il veicolo. Purtroppo uno dei due T-Rex afferra Eddie per un piede e lo scaglia in aria dopodiché, azzannato da entrambi, viene brutalmente strappato in due e divorato.
Dopo un giorno di marcia, Dieter Stark, il vice di Tembo, perde la vita nella giungla divorato vivo da piccoli esemplari di Compsognathus e la notte stessa l'accampamento viene attaccato dai T-Rex, attirati dall'odore del sangue del cucciolo rimasto impregnato sulla giacca di Sarah. Nella fuga generale, la squadra dei cacciatori attraversa una grande distesa di erba alta cadendo vittima di una imboscata da parte di sette Velociraptor; nonostante ciò Ian, Sarah, Nick e Kelly riescono a raggiungere il centro comunicazioni, dove Nick richiede rinforzi dalla terraferma mentre gli altri devono vedersela contro i Raptor. Nel frattempo, all'accampamento Tembo è riuscito a sedare e a imprigionare il T-Rex maschio con il suo cucciolo, mentre la femmina si è allontanata per inseguire gli altri. Con l'aiuto dei rinforzi, che hanno tratto in salvo tutti i superstiti, l'animale viene messo in una speciale gabbia di contenimento e caricato su una nave cargo.
Alcuni giorni dopo, a San Diego è atteso l'arrivo della nave con a bordo i dinosauri padre e figlio, ma qualcosa non va: dal porto non si riesce a comunicare con la nave, che si sta avvicinando rapidamente, tanto da schiantarsi contro la banchina. Indagando sull'accaduto, si scopre che l'equipaggio è stato fatto completamente a pezzi e in quel frangente il T-Rex adulto, ormai completamente sveglio, evade dalla stiva della nave e scende a terra, portando caos e panico in città. Per riportarlo indietro, Ian e Sarah puntano a ripetere lo stesso comportamento che i genitori avevano avuto nei loro confronti quando avevano portato il figlio alla roulotte; localizzano così il piccolo, pesantemente sedato all'anfiteatro, e lo caricano in macchina, al che raggiungono il maschio adulto facendosi notare da lui. Attirata la sua attenzione, i due fanno in modo di riportarlo alla nave. Vedendoli tornare insieme al cucciolo, Ludlow li insegue nella stiva della nave per recuperarlo, subito dopo che loro si gettano in acqua, inconsapevole dell'arrivo del genitore che, una volta giunto lì, lo intrappola con loro e sprona il figlio a fare di lui la sua prima preda. Nel frattempo, Sarah spara una dose di sedativo al T-Rex, facendolo addormentare e guarire dal naxetone, e Ian sigilla i due animali nella stiva, infine fanno ripartire la nave alla volta di Isla Sorna.
Il film termina con un'intervista televisiva a John Hammond, che esorta la preservazione dell'isola dei dinosauri lasciandola libera dalla presenza dell'uomo, così che le creature preistoriche trovino il loro posto nell'equilibrio della vita.
L'ultima scena ritrae la famiglia di Tyrannosaurus riunita insieme ad una mandria di Stegosaurus e a degli Pteranodon su Isla Sorna.

## Personaggi

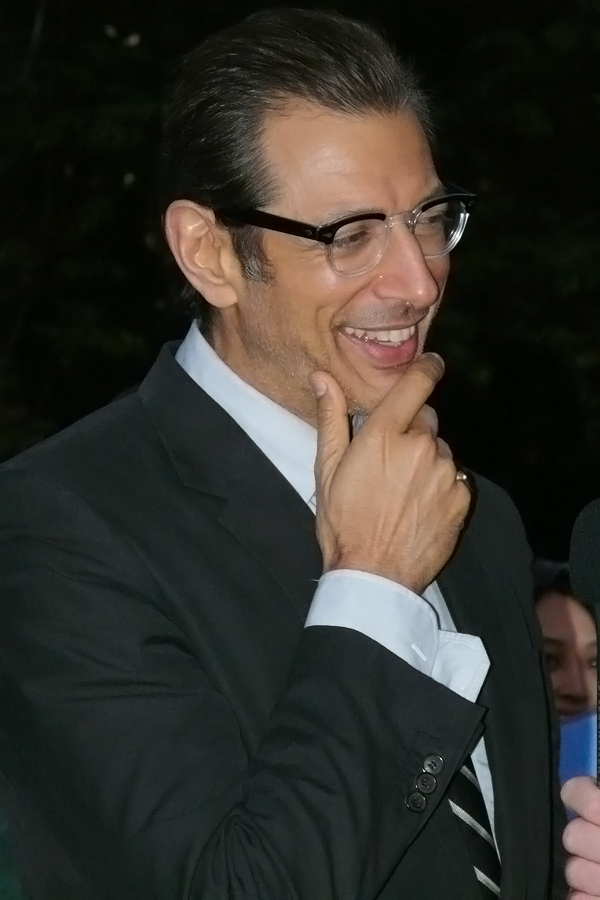
Jeff Goldblum (Ian Malcolm)

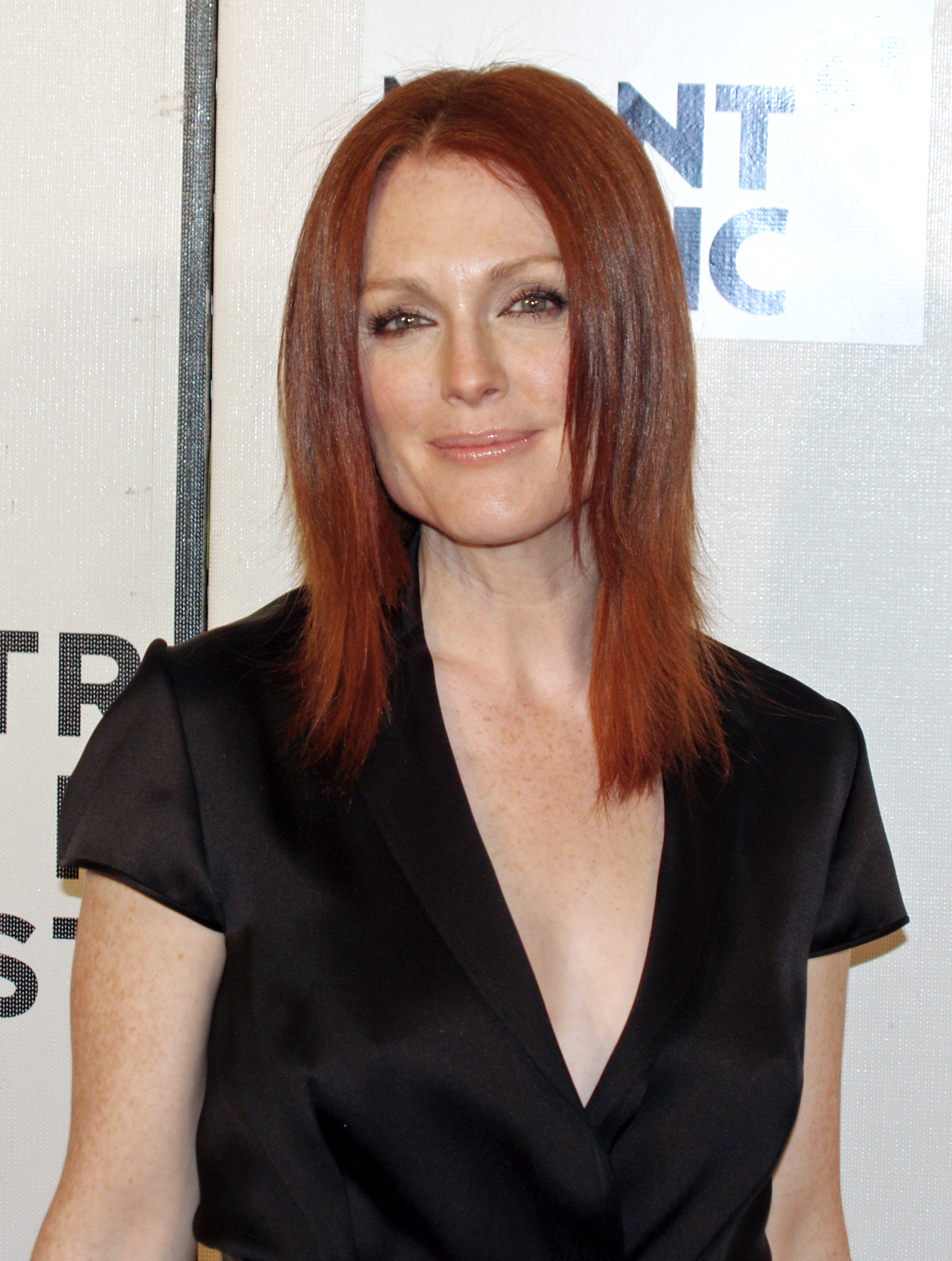
Julianne Moore (Sarah Harding)

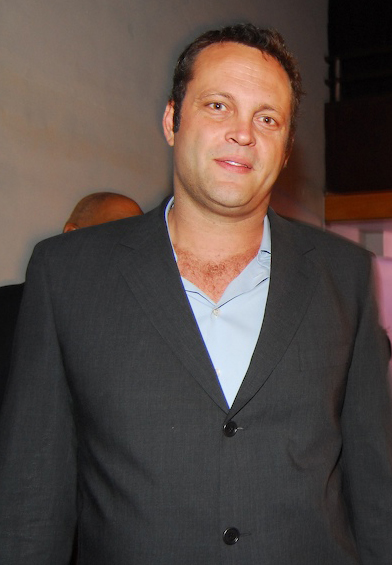
Vince Vaughn (Nick Van Owen)

- Ian Malcolm, interpretato da Jeff Goldblum: un matematico esperto nella teoria del caos. Fin dal suo arrivo al parco si manifesta contro la creazione dei dinosauri e diventa il principale oppositore di Hammond. È, assieme a Hammond (e ad eccezione dei bambini, che appaiono solo in un breve cameo), l'unico personaggio principale del primo capitolo a ricomparire anche nel sequel. Alla fine del primo film, Malcolm era riuscito a fuggire da Isla Nublar, e durante questi quattro anni ha rivelato in pubblico i fatti di Jurassic Park. Purtroppo per lui non è stato creduto, le minacce di azioni legali gli impediscono di produrre alcuna prova e la sua reputazione accademica è distrutta. Viene spinto da John Hammond a tornare in Costa Rica, questa volta su Isla Sorna, allo scopo di trovare e salvare la fidanzata.
- Sarah Harding, interpretata da Julianne Moore: fidanzata di Ian Malcolm. Arriva sull'isola per studiare i dinosauri, inconsapevole dei pericoli ai quali si espone e ignara dell'arrivo di alcuni bracconieri intenti a catturare gli animali. Dal carattere avventuroso, Sarah difende i propri interessi e i propri sogni, anche se qualche volta è costretta ad obbedire alle richieste del fidanzato.
- Nick Van Owen, interpretato da Vince Vaughn: il produttore di documentari e ambientalista del team formato da Malcolm e Sarah. In realtà questo ruolo è inesistente nel romanzo: infatti Spielberg sostituì il personaggio di Doc Thorne.
- Roland Tembo, interpretato da Pete Postlethwaite: il leader della squadra InGen, arrivato a Isla Sorna per catturare un T-Rex maschio. A differenza degli altri cacciatori e bracconieri, pur se al servizio della InGen, è l'unico a capire i pericoli a cui la squadra sta andando incontro.
- Peter Ludlow, interpretato da Arliss Howard: il nipote di John Hammond. Ha preso il controllo della InGen dopo l'incidente avvenuto a Isla Nublar. Crede di aver imparato dagli errori dello zio ma, da come si comporta, ciò si rivela assolutamente falso. Ludlow vorrebbe impedire la bancarotta della InGen a seguito dell'incidente di Isla Nublar, costruendo un Jurassic Park in scala ridotta a San Diego.
- Eddie Carr, interpretato da Richard Schiff: un ingegnere che ha costruito i veicoli personalizzati che il team utilizzerà sull'isola. Nel film il personaggio è molto più vecchio, rispetto a quello del libro. Eddie muore per salvare Malcolm e Sarah dall'attacco di due T. rex.
- Dieter Stark, interpretato da Peter Stormare: braccio destro di Roland Tembo.
- John Hammond, interpretato da Sir Richard Attenborough: direttore generale della InGen nonché creatore del Jurassic Park. Nel film ha perso il controllo della InGen nei confronti dello spietato nipote Peter Ludlow. Hammond rivela a Malcolm l'esistenza di un sito B, ovvero Isla Sorna, e del piano di mandare un team specializzato per studiare il comportamento dei dinosauri. Hammond appare anche alla fine del film, quando interviene perché gli animali creati su Isla Sorna vengano lasciati vivere in pace.
- Alexis "Lex" Murphy, interpretata da Ariana Richards: nipote di Hammond, una vegetariana e un hacker autodidatta. Nel film appare molto cresciuta rispetto al primo film, in quanto sono passati circa quattro anni dal primo capitolo. Appare solo nella scena iniziale a casa di Hammond.
- Timothy "Tim" Murphy, interpretato da Joseph Mazzello: fratello minore di Lex, appassionato di dinosauri. Anche lui è cresciuto e compare soltanto nella scena iniziale con la sorella ed Ian Malcolm.

## Produzione

### Sviluppo
Dopo il successo ottenuto con il primo film, Michael Crichton ebbe forti pressioni dai fan per un possibile secondo capitolo. Crichton, che non aveva mai scritto un secondo libro per i suoi romanzi, inizialmente rifiutò, fino a quando Steven Spielberg non lo contattò per un secondo romanzo. Così nel 1995 Il mondo perduto viene pubblicato in tutto il mondo, e la fase di produzione per il sequel viene avviata dallo stesso Spielberg a settembre del 1996. Spielberg contattò Joe Johnston per dirigere il film, ma in quel periodo il regista era impegnato con un altro progetto, Jumanji. Johnston si offrì nel dirigere la pellicola, ma la produzione di Jumanji si allungò, fin quando il regista ha deciso di rinunciare alla possibilità offertagli. Johnston tuttavia nel 2001 dirigerà Jurassic Park III.
Spielberg contattò Juliette Binoche per la parte di Sarah Harding, ma lei gli rispose che avrebbe partecipato al film solo se avesse interpretato un dinosauro. Le fasi di pre-produzione iniziarono nel 1996: Spielberg decise di inserire nel film alcuni riferimenti del primo romanzo e assenti nel primo film.

### Sceneggiatura
David Koepp, già sceneggiatore del primo episodio, scrisse la sceneggiatura finale, nella quale vennero persi molti tratti di violenza del libro e alcune scene del primo libro. Ad esempio, la scena della bambina attaccata dai Compsognathus che fuggono dal parco di Isla Nublar è stata inserita nel secondo film, benché appaia nel primo libro. La scelta fu di Spielberg che non inserì la scena in questione giudicandola troppo dal carattere horror per il primo film.
La scena dell'incidente di San Diego è frutto della fantasia degli autori, in quanto nel libro la scena non esiste. Spielberg si ispirò alla scena del T-Rex a San Diego dall'adattamento cinematografico del 1925 Il mondo perduto in cui un Apatosaurus attacca Londra. Il personaggio di Doc Thorne viene inspiegabilmente sostituito con il personaggio di Nick Van Owen, assente nel romanzo. Inoltre il personaggio di Hammond è stato inserito nel film, visto che nel primo capitolo è riuscito a salvarsi, contrariamente al romanzo.

### Riprese

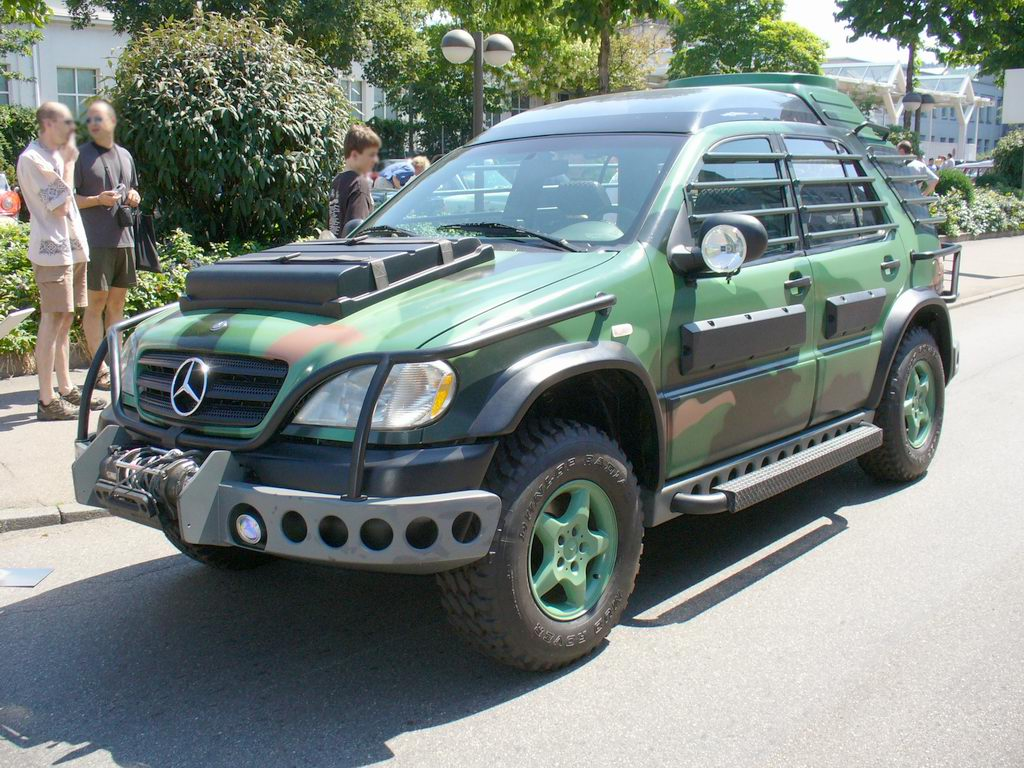
La Mercedes Classe M usata nelle riprese del film

Con l'avvio della pre-produzione nel 1996, Spielberg iniziò a girare il film, alcuni mesi dopo l'uscita del libro Il mondo perduto.
Le riprese iniziarono il 5 settembre 1996 nel Redwood National Park in California le riprese continuarono per altre due settimane nel nord della California includendo anche i pressi della cittadina di Eureka. Le riprese continuarono presso gli stage degli Universal Studios Hollywood. Fu costruita un'intera montagna sul parcheggio multiplo degli Universal Studios per girare la scena del furgone che penzola dalla scogliera. La scena del villaggio abbandonato della InGen sul Sito B è stata girata agli Universal Studios. Inizialmente la scena di apertura del film doveva essere girata in Nuova Zelanda presso il Fiordland National Park nel ottobre del 1996, ma nel dicembre dello stesso anno l'idea venne cancellata e il casting si spostò a Kauai nelle Hawaii per girare la scena di apertura. La scena nella residenza di John Hammond è stata girata nella Mayfield Senior School in California. L'ultima sequenza, ovvero quella dell'incidente di San Diego, solo una scena è stata girata lì. Il resto delle scene del T-rex che semina caos nella città sono state girate a Burbank.
Per le sequenze d'azione sono stati impiegati cinquanta stuntman, laddove in Jurassic Park ne sono serviti solo tredici.

### Effetti speciali

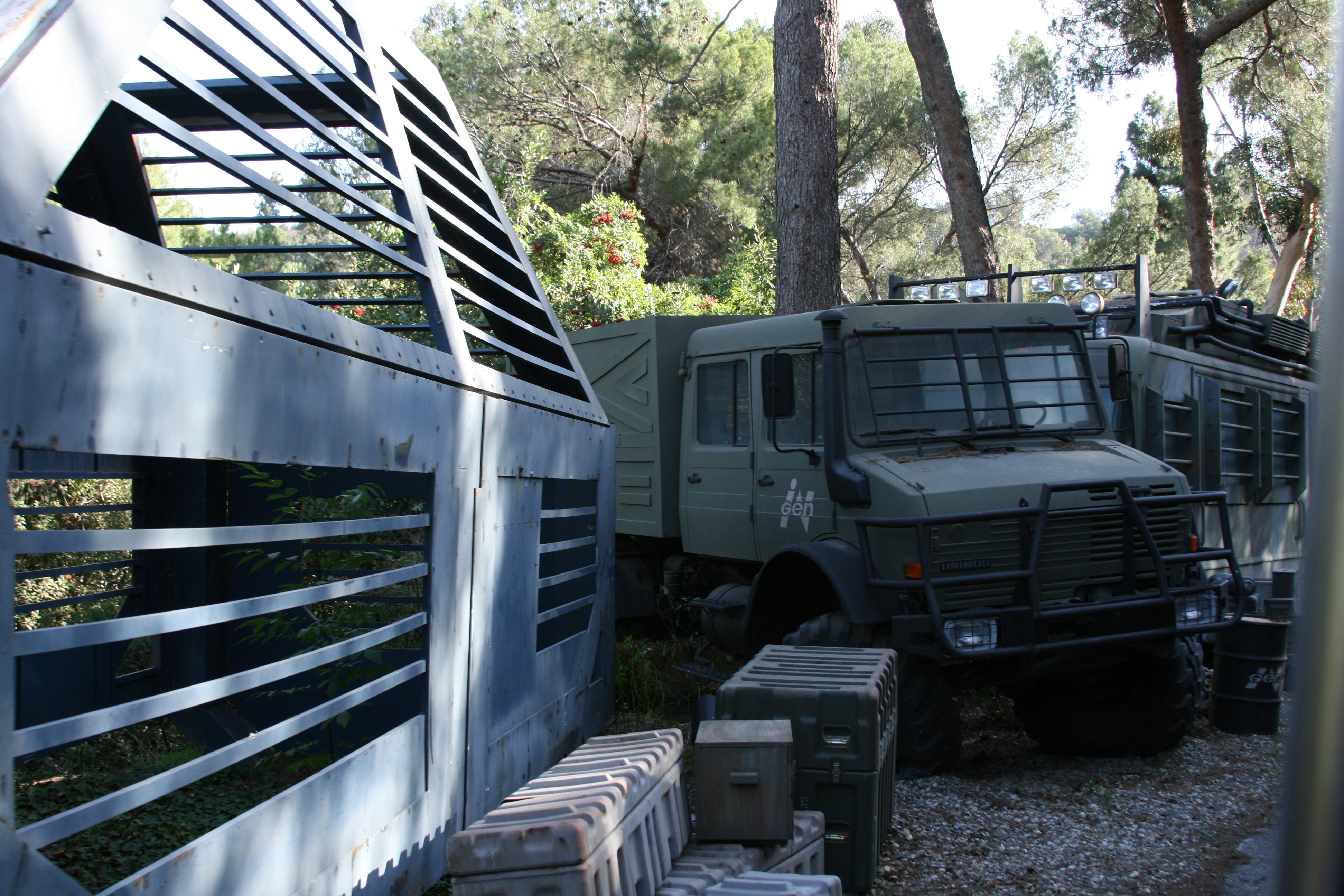
Alcuni veicoli utilizzati durante le riprese del film

Spielberg assunse gli Stan Winston Studio per la creazione dei soggetti animatronici che avrebbero portato sullo schermo i dinosauri destinati a interagire con la nascente tecnica della computer-generated imagery della Industrial Light & Magic. Nuovamente Spielberg contattò il paleontologo Jack Horner per aiutare gli autori e il team responsabile degli effetti speciali a rendere il più veritiero possibile l'aspetto e il comportamento dei dinosauri (nonostante ciò, ad oggi l'aspetto dei dinosauri mostrato nella pellicola risulta in parte sbagliato a causa dei cambiamenti delle teorie dell'evoluzione, in particolar modo nei Velociraptor e il comportamento dei T-Rex).
Il film ha dimostrato le potenzialità dell'animazione in grafica computerizzata, ancora poco sfruttate all'epoca: quasi tutti i dinosauri sono stati generati al computer e le sequenze animate digitalmente superano per numero quelle del film di fantascienza Terminator 2 - Il giorno del giudizio (1991) e del primo capitolo. Per la realizzazione di tutti i dinosauri ci sono voluti circa 18 mesi di lavoro.
Il film contiene quasi il doppio di animazioni generate al computer rispetto al suo predecessore. In un'intervista il responsabile degli effetti speciali Dennis Muren affermò: "Con Jurassic Park avete guidato una berlina, adesso potete accomodarvi su una Ferrari!"

### Scene eliminate
Molte scene girate non hanno visto la loro inclusione nella versione finale della pellicola, principalmente per accelerarne il ritmo. Solo due di esse sono attualmente reperibili per intero. Le restanti sono ancora inedite, tuttavia è possibile risalirvi o dal trailer originale oppure da foto di scena.

### Creature protagoniste
- I Compsognathus,[4] soprannominati "Compy" dall'equipaggio di Winston, sono piccoli teropodi carnivori che attaccano in branco. Il supervisore degli effetti visivi, Dennis Muren, li considerava i dinosauri digitali più complessi da realizzare. Le loro ridotte dimensioni implicavano che l'intero corpo fosse sempre visibile, rendendo necessario un maggiore realismo in termini di gravità e peso. Nella scena di apertura compare un semplice burattino di Compsognathus, mentre nella sequenza in cui Dieter Stark viene ucciso dal branco, l'attore Peter Stormare indossa una giacca su cui sono fissati diversi Compy di gomma.[5] Nel film, Burke identifica erroneamente il dinosauro come Compsognathus triassicus, una specie inesistente. Il nome deriva da una combinazione tra Compsognathus longipes e Procompsognathus triassicus.[6]
- Dei Gallimimus vengono mostrati mentre fugge dai cacciatori della InGen.
- Il Mamenchisaurus appare nella scena del percorso di caccia e nel film l'animale ha una lunghezza di 35 metri, come la sottospecie maggiore vissuta in Cina. Per rappresentarlo, il modello del Brachiosaurus utilizzato nel primo film è stato modificato e interamente ricreato in computer grafica.[7]
- Il Pachycephalosaurus era un dinosauro alto circa 1,8 metri e lungo diciassette piedi e otto pollici (5,4 metri). Per le riprese furono realizzate tre versioni della creatura: un burattino idraulico completo, una testa animatronica e una "testa-ariete", progettata per resistere a forti impatti. Quest'ultima venne utilizzata in una scena in cui il dinosauro colpisce con una testata uno dei veicoli dei cacciatori. Il burattino del Pachycephalosaurus, tra i più complessi realizzati, fu impiegato in una sequenza in cui il dinosauro viene catturato. Le sue gambe erano controllate tramite un sistema pneumatico.[7]
- Il Parasaurolophus viene mostrato mentre viene braccato dai cacciatori della InGen. Inizialmente, il team di Winston avrebbe dovuto realizzare un burattino per questa scena, ma alla fine la ILM optò per una versione in CGI, basandosi su una scultura in miniatura creata dallo stesso team. Inoltre, una scena di apertura scartata avrebbe mostrato un peschereccio giapponese che cattura accidentalmente un Parasaurolophus parzialmente decomposto nella sua rete. Il peso dell'animale avrebbe fatto spezzare la rete, permettendo al corpo di sprofondare nuovamente nell'oceano. Il team di Winston aveva già realizzato un modello pratico per questa sequenza prima che venisse eliminata, ma la carcassa fu comunque riutilizzata in una scena ambientata in un nido di T. rex.[8]
- Lo Stegosaurus è stato incluso nel film "a grande richiesta", secondo Spielberg. Il team di Winston costruì versioni a grandezza naturale sia di un esemplare adulto che di un cucciolo, ma alla fine Spielberg optò per l'uso di modelli digitali per gli adulti, in modo da renderli più mobili.[5] Il cucciolo di Stegosaurus, lungo 8 piedi (2,4 m) e pesante 400 libbre (180 kg), fu trasportato nella foresta di sequoie per le riprese in loco. Gli esemplari adulti, lunghi 39,5 piedi (12 m) e alti 16-17 piedi (4,9-5,2 m), furono anch'essi portati nella foresta, ma non vennero utilizzati a causa di problemi di mobilità e sicurezza. Nel film, uno Stegosaurus a grandezza naturale compare solo brevemente in una scena in cui l'animale è rinchiuso in una gabbia.[6]
- Il Triceratops viene mostrato mentre viene braccato dai cacciatori della InGen. Il team di Winston ha inoltre realizzato un cucciolo di Triceratops per una scena in cui l'animale appare in gabbia. Un piccolo Triceratops era stato inizialmente previsto anche per il primo film, ma il concept venne successivamente scartato.[6]
- Tyrannosaurus appare una famiglia composta da due adulti e un cucciolo.[5] Oltre all'animatronic del T. rex utilizzato nel primo film, Winston e il suo team hanno costruito un secondo esemplare adulto per il sequel.[9] La presenza di due T. rex animatronici ha raddoppiato il lavoro e il numero di burattinai necessari.[5] Gli animatronici del T. rex adulto erano realizzati dalla testa fino a metà corpo, mentre le riprese del dinosauro intero sono state ottenute tramite CGI.[10] Ogni animatronic pesava nove tonnellate e aveva un costo di un milione di dollari.[11][12] Poiché erano estremamente pesanti e difficili da spostare, si decise di installarli stabilmente sullo Stage 24 per tutta la durata delle riprese, costruendo i set attorno a loro man mano che il lavoro avanzava.[13] Oltre alla scena della morte di Eddie, un animatronic del T. rex è stato utilizzato anche per le sequenze in cui muoiono Burke e Ludlow.[14]
- Del Velociraptor esisteva una versione meccanica che raffigurava la metà superiore del suo corpo, oltre a un raptor digitale computerizzato con animazione full-motion.[5] Era stato preso in considerazione anche un 'super-raptor' per il film, ma Spielberg lo rifiutò, affermando che era «un po' troppo simile a un mostro da film horror. Non volevo creare un alieno».[15]
- Degli Pteranodon compaiono brevemente alla fine del film.[6]

## Promozione
(Tagline del film)
Nel dicembre del 1996, una versione speciale del trailer del film debuttò in 42 sale negli Stati Uniti e in Canada, al costo di 14 mila dollari per ogni cinema; il trailer utilizzava luci stroboscopiche sincronizzate che imitavano i fulmini durante una scena di pioggia. Il primo trailer del film è stato trasmesso il 26 gennaio 1997, durante il Super Bowl XXXI. È stato anche creato un sito web dettagliato per il film, e fornito retroscena di personaggi ed eventi non citati nel film. Poco dopo l'uscita del film, gli hacker hanno fatto irruzione nel sito web e hanno brevemente modificato il logo del film per presentare un'anatra invece di un T. rex. Il titolo del film nel logo è stato cambiato in The Duck World: Jurassic Pond. Universal ha negato che l'hacking fosse una trovata pubblicitaria per promuovere il film, affermando che è stato rintracciato da un "ragazzino hacker di 16 anni dell'Est".  Il sito web era ancora online nel 2018.

## Distribuzione
Il film ha debuttato il 19 maggio 1997, in un teatro Cineplex Odeon a Universal City, in California. Il Los Angeles Times ha definito la prima "low-key". Il film ha ricevuto una distribuzione più ampia il 23 maggio 1997. La Fox Network ha pagato 80 milioni di dollari per i diritti di trasmissione de Il mondo perduto, che ha debuttato il 1º novembre 1998. La versione televisiva è stata ampliata con scene cancellate, che includevano la cacciata di John Hammond da parte dei dirigenti di InGen. Il film è uscito in Italia il 5 settembre 1997.

### Edizione italiana
Il doppiaggio italiano del film è stato eseguito dalla SEFIT-CDC presso gli studi della International Recording e diretto da Manlio De Angelis su dialoghi di Francesco Vairano, entrambi assistiti da Antonella Bartolomei. Il cast vocale vede, rispetto al film precedente, il cambiamento dei doppiatori di Ian Malcolm (che passa da Roberto Chevalier a Sandro Acerbo) e Tim Murphy (che passa da George Castiglia ad Alessio De Filippis). La frase di Malcolm "Life finds a way", in Jurassic Park adattata in "La vita vince sempre", in questo film è coniugata al futuro e quindi tradotta più letteralmente in "La vita troverà il modo", mentre nelle scene iniziali la rivista Skeptical Inquirer viene erroneamente chiamata Osservatore Scettico.

### Edizioni home video
Il film ha fatto il suo debutto VHS e LaserDisc il 21 ottobre 1997.
È stato pubblicato per la prima volta in un'edizione Collector's Edition in DVD il 10 ottobre 2000, in versione widescreen e a schermo intero, in un cofanetto contenente anche il predecessore Jurassic Park. I film erano inoltre presenti in un cofanetto deluxe in edizione limitata con entrambi i DVD, album di colonne sonore, due lenticolari, fotografie di entrambi i film e un certificato di autenticità firmato dai produttori del set. Dopo l'uscita del sequel Jurassic Park III, sono stati resi disponibili anche cofanetti inclusi tutti e tre i film, intitolati Jurassic Park Trilogy, l'11 dicembre 2001 e Jurassic Park Adventure Pack il 29 novembre 2005. Il mondo perduto - Jurassic Park è stato reso disponibile per la prima volta in Blu-ray il 25 ottobre 2011, come parte di una versione della trilogia. L'intera serie di film di Jurassic Park è stata pubblicata in Blu-Ray 4K UHD il 22 maggio 2018.

## Accoglienza

### Incassi
Il mondo perduto infranse diversi record alla sua uscita. Il film incassò 72 milioni di dollari nel suo weekend di apertura nei cinema statunitensi, superando il capitolo precedente che aveva esordito con 50 milioni. Mantenne il record per il più alto fine settimana di apertura di tutti i tempi fino all'uscita di Harry Potter e la pietra filosofale nel 2001. Il mondo perduto stabilì inoltre il record per il maggiore incasso in un solo giorno, guadagnando 26 milioni di dollari nel giorno di apertura, superato due anni più tardi da Star Wars: Episodio I - La minaccia fantasma. Divenne inoltre il film più veloce di sempre a toccare la cifra dei 100 milioni di dollari al botteghino, risultato raggiunto in soli sei giorni. Tuttavia, nonostante questi primati, guadagnò complessivamente meno del primo Jurassic Park. Il film, a fronte di un budget di 73 milioni di dollari, ha incassato 229086679 $ in Nord America e 389552320 $ nel resto del mondo, per un totale di 618638999 $. Fu il secondo più alto incasso dell'anno dopo Titanic.

### Critica
Il film ebbe una reazione critica più tiepida rispetto al suo predecessore. Sull'aggregatore di recensioni Rotten Tomatoes ha un indice di gradimento del 56% basato su 153 recensioni, con un voto medio di 5,7 su 10. Il consenso recita: "Il mondo perduto dimostra fino a che punto gli effetti in computer grafica si sono evoluti nei quattro anni trascorsi da Jurassic Park; sfortunatamente conferma anche quanto possa essere difficile costruire un sequel davvero avvincente". Su Metacritic ha invece un punteggio di 59 su 100, basato su 18 recensioni.
Roger Ebert, che ha dato al primo film tre stelle, ha dato a questo sequel solo due, scrivendo:
Gene Siskel del Chicago Tribune ha dato al film due stelle e ha affermato:
Kevin Thomas del Los Angeles Times ha visto uno sviluppo del personaggio migliorato rispetto all'originale, affermando:
I dinosauri erano ancora più sviluppati come personaggi, con Stephen Holden del New York Times che affermava:
Owen Gleiberman di Entertainment Weekly ha dato al film un voto B, osservando:
Spielberg si è rammaricato che i personaggi del film siano consapevoli che stanno andando su un'isola di dinosauri, a differenza del film precedente. Spielberg in seguito disse di conoscere una delle ragioni principali per cui i suoi sequel tendono a non essere all'altezza della qualità dei suoi film originali:
Nel 2018, Brian Silliman di Syfy Wire ha citato il film come un raro esempio di adattamento cinematografico migliore della sua controparte romanzesca. In particolare, ha elogiato l'aggiunta di Pete Postlethwaite e il suo personaggio. Ebiri Bilge di Vulture ha recensito il film nel 2020, lodando gli elementi horror e scrivendo che "potrebbe essere il film più brutto di Spielberg - una serie davvero demente di azione e scene horror per lo più senza parole la cui competenza tecnica è pari solo alla loro crudeltà". Tuttavia, Jacob Hall di /Film lo ha paragonato negativamente al film di Spielberg del 1984 Indiana Jones e il tempio maledetto, scrivendo che Il mondo perduto trasforma "personaggi intelligenti in idioti maldestri", aumenta "il volume e il caos mentre ricompone il mistero e la soggezione" e sostituisce "l'eccitazione con la violenza e la crudeltà".

## Riconoscimenti
- 1998- Premio Oscar
  - Candidatura per i migliori effetti visivi a Dennis Muren, Stan Winston, Randal M. Dutra e Michael Lantieri
- 1998 - Saturn Award
  - Candidatura per il miglior film fantasy
  - Candidatura per il miglior attore non protagonista a Pete Postlethwaite
  - Candidatura per la miglior attrice emergente a Vanessa Lee Chester
  - Candidatura per la miglior regia a Steven Spielberg
  - Candidatura per i migliori effetti speciali
- 1997 - Premio Rembrandt
  - Miglior regista a Steven Spielberg
- 1998 - MTV Movie Award
  - Candidatura per la miglior sequenza d'azione (T-Rex attacca San Diego)
- 1998 - Satellite Award
  - Candidatura per il miglior film d'animazione o a tecnica mista

- 1997 - Image Award
  - Candidatura per l'attore eccellente della gioventù a Vanessa Lee Chester
- 1998 - Blockbuster Entertainment Award
  - Candidatura per il miglior attore in un film di fantascienza a Jeff Goldblum
  - Candidatura per la miglior attrice in un film di fantascienza a Julianne Moore
- 1997 - Razzie Award
  - Candidatura per il peggiore remake o sequel
  - Candidatura per la peggiore disattenzione sconsiderata per la vita umana e la proprietà pubblica
  - Candidatura per la sceneggiatura peggiore
- 1997 - Stinkers Bad Movie Award
  - Candidatura per la sceneggiatura peggiore per un film che supera più di 100 milioni in tutto il mondo utilizzando la matematica di Hollywood
  - Candidatura per la peggior sequenza

## Altri media
Per sostenere ulteriormente il successo del film vennero sviluppati numerosi videogiochi tra i quali:
- un adattamento che seguiva la trama del film, uscito per console;
- per il computer venne sviluppato un gioco chiamato  Trespasser, ambientato un anno dopo gli eventi del film;
- un videogioco per la Playstation dall'omonimo titolo.

## Merchandising
Il 10 febbraio 1997 Universal ha annunciato una campagna di marketing da 250 milioni di dollari con 70 partner promozionali. Era persino più estesa di quella di Jurassic Park. I principali partner erano Burger King, la cui promozione era concomitante con quella di un altro franchise basato sul dinosauro universale, The Land Before Time; JVC e Mercedes-Benz, i cui prodotti sono presenti nel film; e Timberland Co., facendo il suo primo film tie-in. Un altro partner era una società allora sorella di Universal sotto Seagram, Tropicana Products. Altri partner promozionali comprendevano Hamburger Helper e Betty Crocker, mentre General Mills presentava cereali Jurassic Park Crunch. Le opere derivate includevano vari videogiochi, tra cui un flipper e un videogioco arcade di Sega, e una serie comica in quattro parti pubblicata da Topps Comics.
Altri articoli promozionali includevano una linea giocattolo di action figures di Kenner e veicoli telecomandati di Tyco, e un gioco da tavolo della Milton Bradley Company. Inoltre sono state prodotte le barrette di cioccolata di Hershey che mostravano modelli di dinosauri olografici. La Universal sperava che i profitti promozionali superassero $ 1 miliardo.

## Sequel
Dopo Il mondo perduto - Jurassic Park, sono usciti altri cinque sequel: Jurassic Park III (2001), Jurassic World (2015), Jurassic World - Il regno distrutto (2018), Jurassic World - Il dominio (2022) e Jurassic World - La rinascita (2025).